# Humboldt Verlag
Der Humboldt Verlag (Eigenschreibweise humboldt Verlag, auch humboldt Ratgeber) ist ein deutscher Ratgeberverlag mit Sitz in Hannover. Er ist eine Marke der Schlüterschen Verlagsgesellschaft. Der Verlag veröffentlicht jährlich ca. 40 Bücher.

## Geschichte
Ende 1953 erschien im Verlag Lebendiges Wissen (Gebr. Weiss Verlag, Berlin) das erste humboldt-Taschenbuch. Anfang der 1970er-Jahre übernahm der Langenscheidt Verlag das humboldt-Buchprogramm. Das noch heute bestehende Logo mit dem roten Punkt wurde ca. Mitte der 1970er-Jahre entwickelt und im Buchhandel etabliert. Im Jahr 2000 wurde humboldt von der österreichischen Unternehmensgruppe Koch International übernommen. Bereits nach einem halben Jahr wurde das Verlagsteam entlassen und der Verlag „ruhte“ (nur wenige Neuheiten) bis Anfang 2003, als er als eigenständige humboldt Verlags GmbH neugestartet wurde. 2007 erwarb die Schlütersche Verlagsgesellschaft den humboldt Verlag.

## Programm
Das erste humboldt-Taschenbuch, das Ende 1953 erschien, war ein Weltatlas. Es folgten Lexika, Sprachführer und Ratgeber zu diversen Themen. Heute umfasst das Programm Bücher zu den Themen Gesundheit, Eltern & Kind, Selbstcoaching, Liebe & Partnerschaft, Fotografie sowie Freizeit & Hobby.

## Autoren
humboldt Autorinnen und Autoren sind u. a. Inke Hummel, Hilal Virit, Anke Glaßmeyer, Dunja Voos, Andrea Flemmer, Sven-David Müller, Benjamin Jaworskyj oder Nina Deißler.

## Auszeichnungen
Die Gesundheitsratgeber „Aktiv leben – trotz Rheuma“, „Naturheilkunde bei Krebs“, „Gut leben mit Restless Legs“ und „Cannabis und Cannabidiol (CBD) richtig anwenden“ wurden von der Stiftung Gesundheit zertifiziert. Das Rückentrainingsbuch "Das 5-Minuten-Rückentraining" von Manuel Eckardt wurde von Öko-Test (Ausgabe 11/2017) mit der Note "Gut" bewertet. Die Elternratgeber "Miteinander sprechen – miteinander wachsen" sowie "Nicht zu streng, nicht zu eng" sind Spiegel-Bestseller.